# Aptana
Aptana ou Aptana Studio é um software open source gratuito para  IDE (Integrated Development Environment) desenvolvido em Java que suporta as linguagens PHP, Python, Ruby, Ruby on Rails, CSS3, HTML5, JavaScript, ScriptDoc, XML e texto comum, embora também seja possível configurá-lo para suportar Adobe® AIR e Bibliotecas AJAX. É baseado no Eclipse, programa similar que por sua vez desenvolve linguagens de programação.
É distribuído em multiplataforma, ou seja, pode ser rodado em Windows, Linux e Mac OS X. Também é possível se integrar ao Eclipse através de um plugin.
Seu lançamento do software incluiu o Aptana.tv, um website com screencasts - amostras de funcionamento do programa em vídeo.

## Recursos

### Assistente de Código

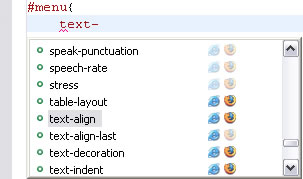
Recurso auto-completar do assistente de códigos

Uma funcionalidade bastante interessante do Aptana é seu assistente de código. Ele funciona como um quadro branco, estilo pop-up, que sugere como você pode preencher com o código.
Funciona da seguinte maneira: O desenvolvedor digita uma tag, como podemos ver na imagem, e o sistema do Aptana mostra a possibilidade de auto-completar aquela tag e em que navegadores ela está disponível para ser renderizada corretamente.
Junto do auto-completar, é exibida também uma caixa de descrição contendo o modo de preencher aquele código. Por exemplo, em CSS, ao inserir o campo:
body{
background:
}
O programa emite as sugestões  #FFFFFF, url(imagem.jpg), repeat-x, repeat-y, no-repeat, left right top bottom,  entre outras.

### Outline
Cria uma lista hierárquica de códigos e propriedades que facilita a visualização.

### FTP/SFTP
Pode-se fazer upload e download dos arquivos para serem editados automaticamente via FTP ou SFTP sincronizadamente.